# 장미 (노래)
장미(The Rose)는 아만다 맥브룸이 작사하고 베트 미들러가 불러서 유명해진 팝송이다. 
이 곡은 1979년 영화 The Rose에 사운드트랙으로 사용되었다.